# Trafikplats Gröndal

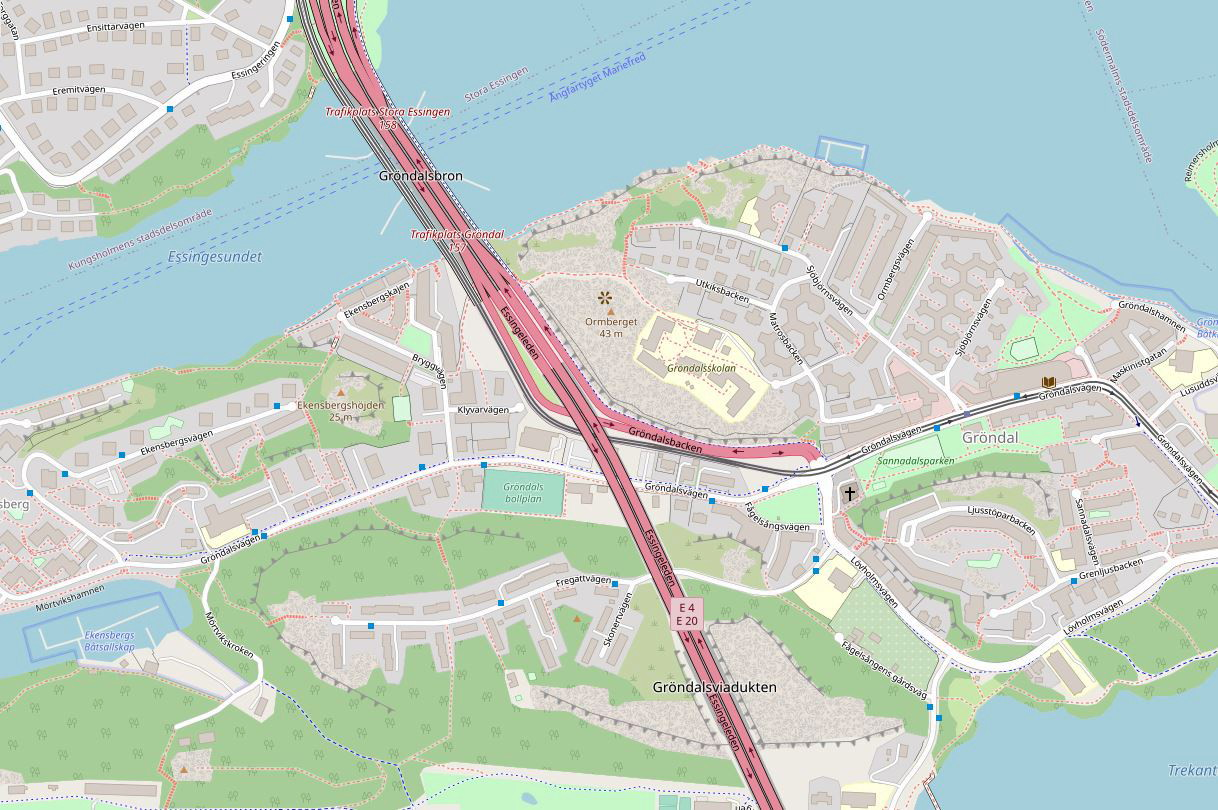
Trafikplats Gröndal, 2020.

Trafikplats Gröndal, avfartsnummer 157, är en trafikplats på Essingeleden som ligger i stadsdelen Gröndal i södra Stockholm.

## Historik

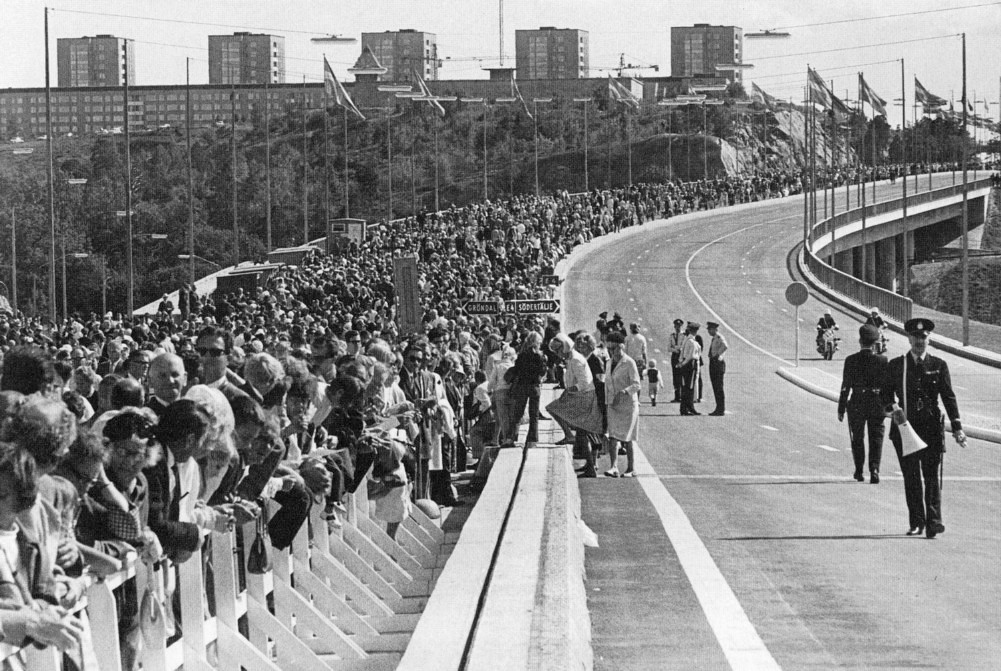
Trafikplats Gröndal vid invigningen 21 augusti 1966, vy söderut.

Trafikplats Gröndal invigdes samtidigt med Essingeleden den 21 augusti 1966. Vid invigningsceremonin samlades här tusentals åskådare. Trafikplatsen har högt läge invid Ormbergets västra sida, direkt söder om Gröndalsbron. 
För södergående trafik finns en avfartsramp som svänger under Gröndalsviadukten österut och sedan via Gröndalsbacken leder trafiken till Gröndalsvägen. Därifrån går även en ramp upp till ledens norrgående körfält. Påfarten till Essingeleden är signalreglerad med trafikljus, så kallad påfartsreglering som släpper igenom "endast ett fordon per grön period". Påfartsregleringen är bara aktiv vid behov. Systemet skall mildra effekterna av ökad trafik på Essingeleden och underlätta ett jämnt trafikflöde. Samma system gäller även för påfarterna vid Trafikplats Nybohov (från Hägerstensvägen) och Trafikplats Nyboda (från Västberga allé). I byggnadsarbetena ingick bergsprängning och omkring 450 meter betongstödmurar vilka byggdes av AB Samuelsson & Bonnier under AB Gekonsults regi. Byggherre var Stockholms gatukontor.
Sedan år 2000 går Tvärbanan på en egen ramp genom området. Den sträcker sig parallellt med och väster om avfartsrampen och leder till och från spårvägsbron intill Gröndalsbron.

## Essingeledens övriga trafikplatser
Från söder till norr.
- Trafikplats Nyboda
- Trafikplats Nybohov

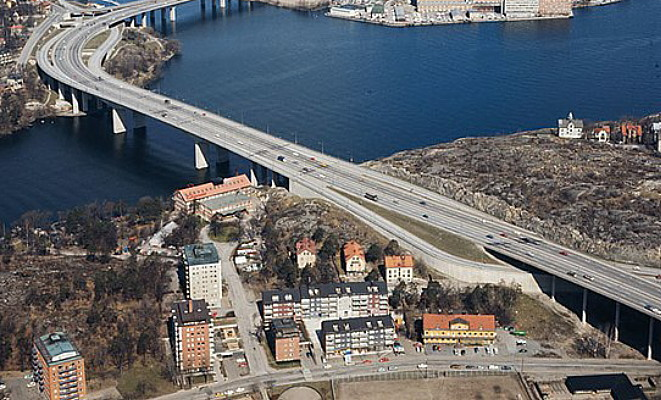
Trafikplatserna Gröndal (närmast) och Stora Essingen i april 1972.

- Trafikplats Stora Essingen
- Trafikplats Lilla Essingen
- Trafikplats Fredhäll
- Trafikplats Kristineberg
- Trafikplats Tomteboda
- Trafikplats Karlberg

## Bilder

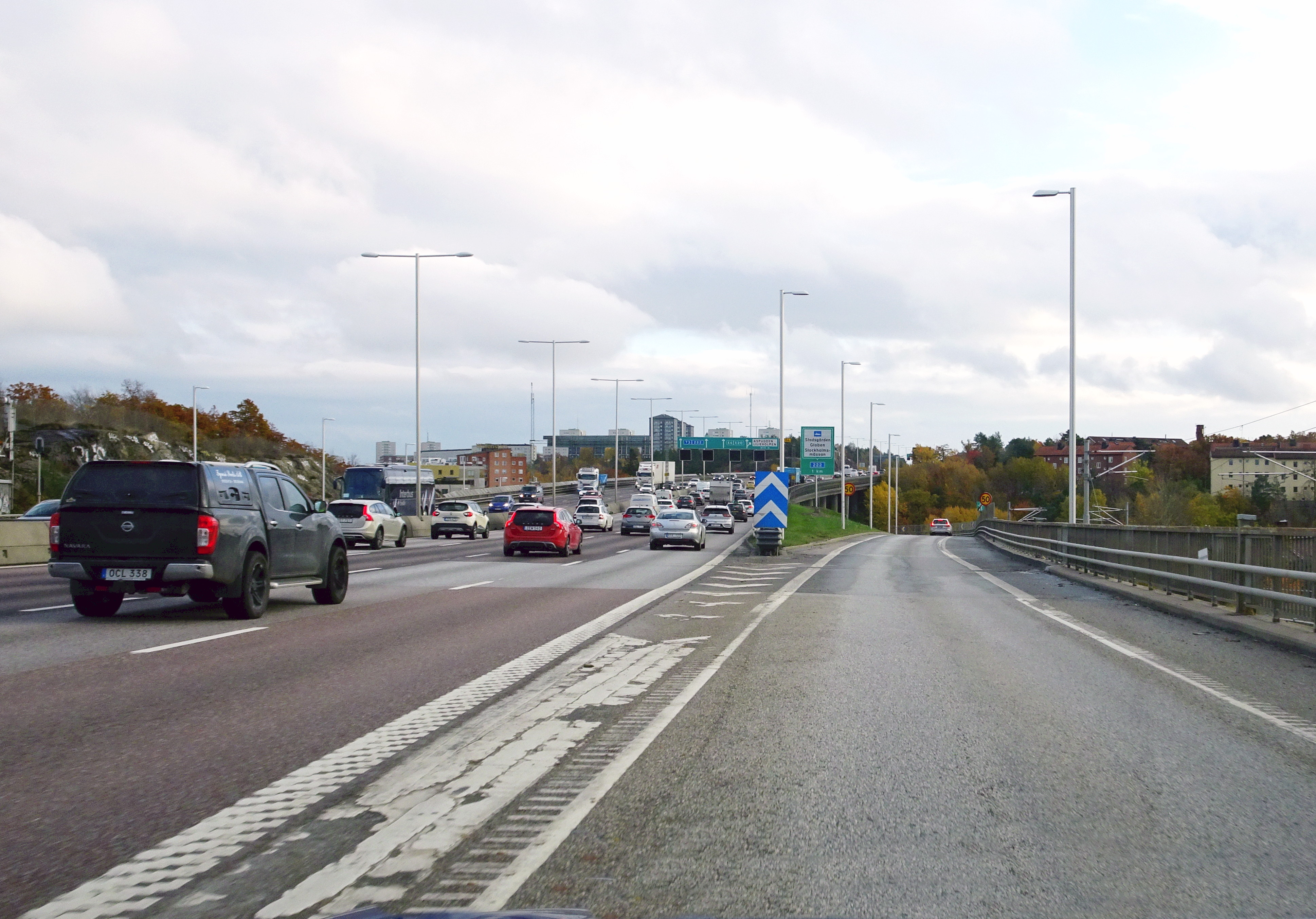
Trafikplats Gröndal avfart Essingeleden.
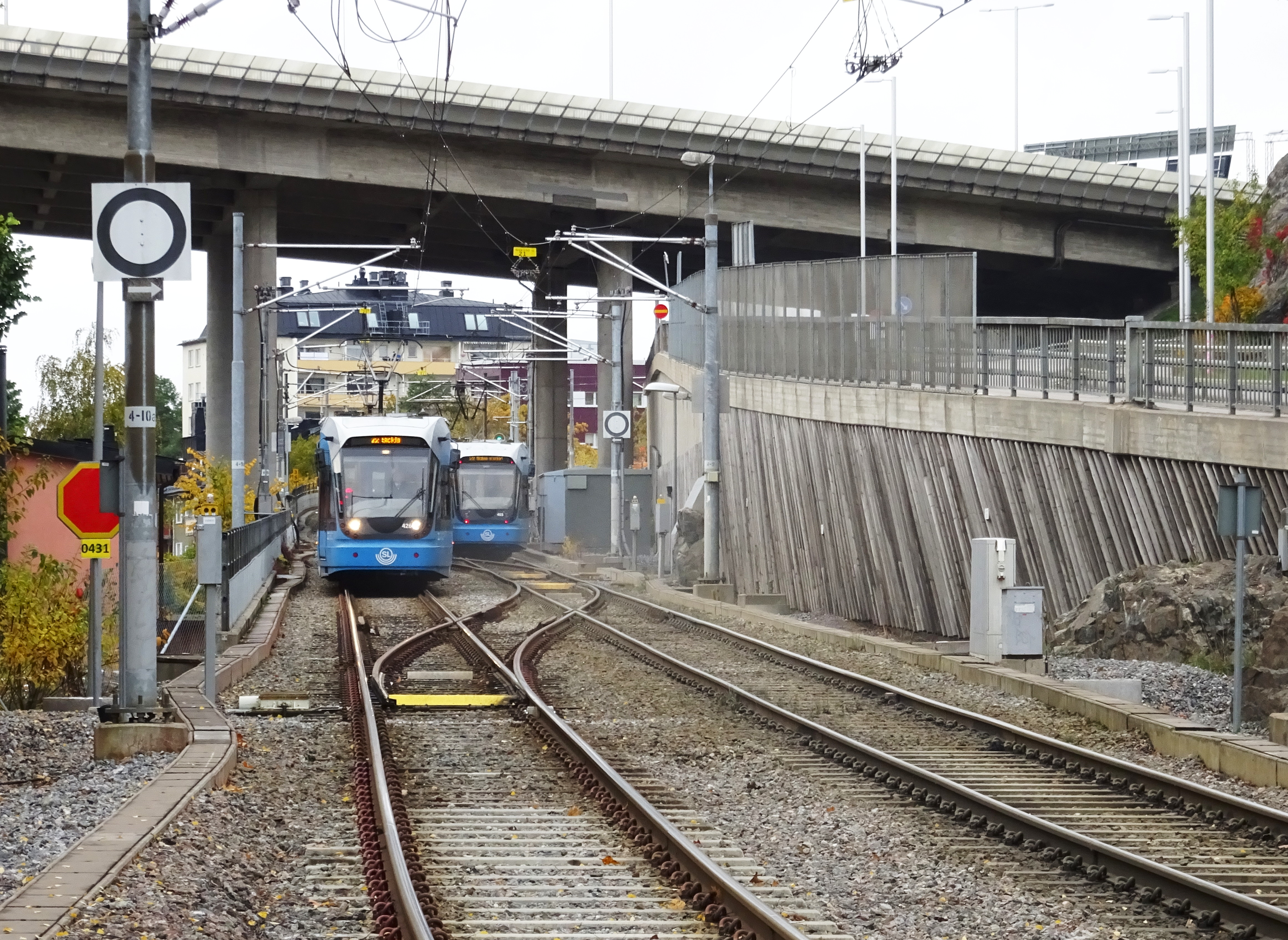
Tvärbanan vid trafikplats Gröndal.
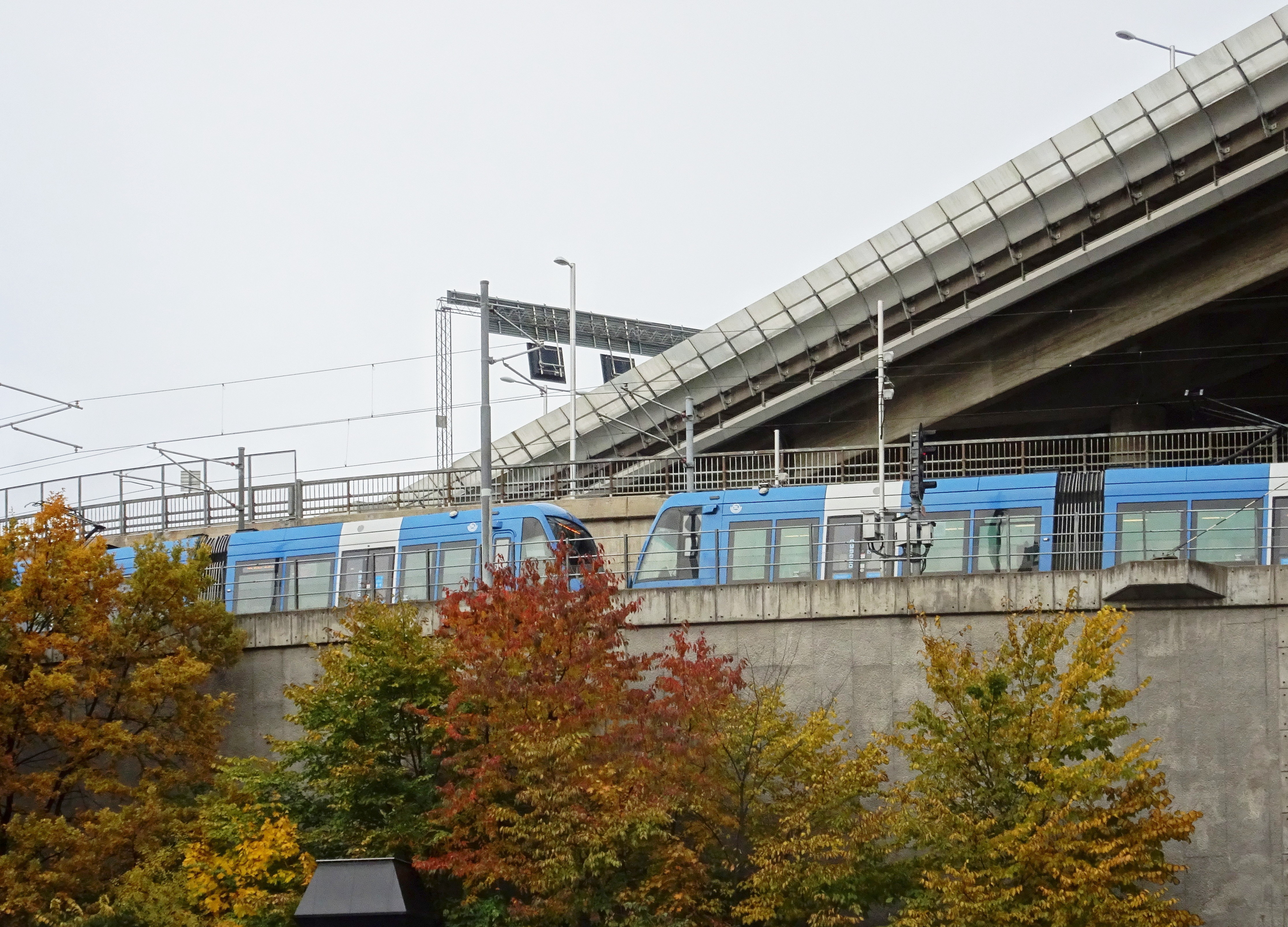
Tvärbanan på sin ramp mot Gröndalsbron.
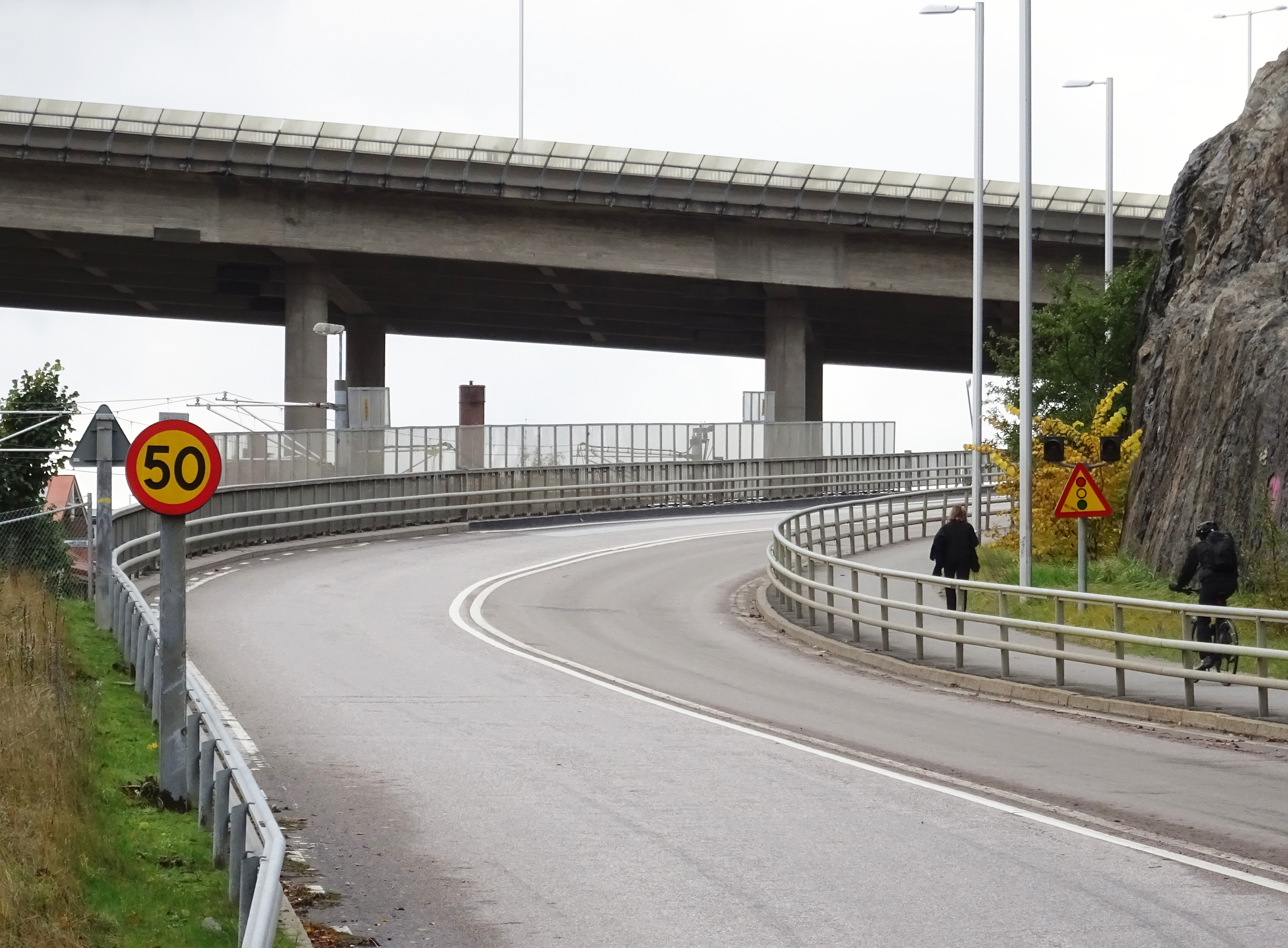
Gröndalsbacken vy mot Essingeleden.
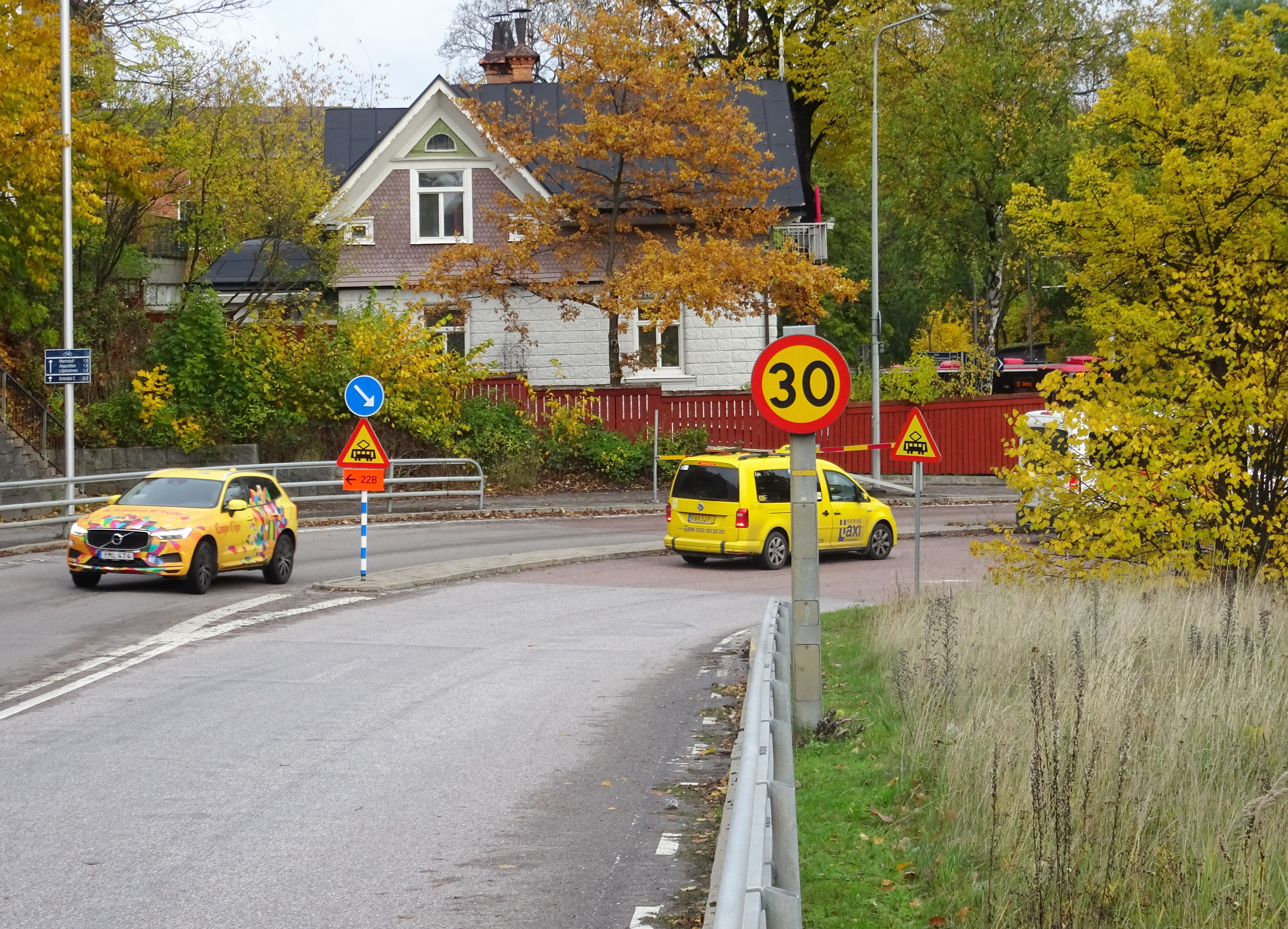
Gröndalsbacken vid Gröndalsvägen.